# Zeit Punkt Lesen
Zeit Punkt Lesen ist eine 2007 gegründete Initiative des Landes Niederösterreich zur Leseförderung.
Die Initiative möchte Lesekultur vermitteln und setzt sich für verbesserte Lese-, Medien- und Informationskompetenzen ein. Zeit Punkt Lesen ist ein Programm der Abteilung Leseförderung der NÖ KREATIV GmbH.
Seit 2007 lasen im Rahmen der Zeit Punkt Lesen-Aktion "Leos Lesepass" Volksschulkindern etwa 450.000 Bücher und andere Lesemedien. Die Lesetheater von Zeit Punkt Lesen besuchten seit 2007 150.000 Kinder, die 2013 begonnene Aktion "auserlesen" ca. 50.000 Schüler.

## Beispielprojekte
- Leos Lesepass
- Leos Lesetheater
- Vampire, erwacht zur Lesenacht
- Unterstützung von Lesungen an NÖ Schulen und Kindergärten unter dem Titel "auserlesen"
- Lesedocks in Kinder- und Jugendabteilungen der NÖ Landeskliniken
- Wo kriecht der kreativste Bücherwurm?
- Wer baut die bunteste Buchstabenstadt?
- "Be a Border Crosser"-Poetry Slam
- Mundart-Memospiel
- Typisch Niederösterreich
- Da schau her, ein Zeichenmeer!
- Lesemomente

## Kooperationsprojekte und -partner
- ELJUB – Europäische Literatur-Jugendbegegnung
- KIJUBU – Kinder- & Jugendbuchfestival
- Kinderbuchhaus im Schneiderhäusl
- Landesmuseum NÖ
- NÖ Landesbibliothek
- NÖ Landeskliniken-Holding
- Österreichischer Buchklub der Jugend
- Team Sieberer
- Thalia Österreich
- Treffpunkt Bibliothek